# Viktor Smolski
Viktor Dmitrijevič Smolski (bjeloruski: Віктар Дзмітрыевіч Смольскі, ruski: Виктор Дмитриевич Смольский) bjeloruski je gitarist i glazbenik. Najpoznatiji je kao gitarist njemačkog heavy metal-sastava Rage. Bio je član sastava od 1999. sve do 2015. Također je svirao u sastavima Almanac, Mind Odyssey i Kiepłow.

## Životopis
Sin je Dmitrija Smolskog, simfonijskog skladatelja. Sa 6 godina počeo je svirati glasovir, violončelo i gitaru. Godine 1983. pridružio se bjeloruskom rock-sastavu Pesniary. Godine 1988. osnovao je sastav Inspector koji je svirao uživo u Njemačku. Od 1993. Smolski živi u Beckumu, Njemačka. Godine 1997. pridružio se sastavu Mind Odyssey s kojim je svirao do 1999., no vratio se 2007. godine.
Kada su 1999. Chris i Spiros Efthimiadis i Sven Fischer napustili skupinu Rage, Smolski se pridružio kao gitarist, iako se pojavio na albumu Ghosts kao gostujući glazbenik. Napustio je Rage 2015. godine.
Od 2015. je glazbenik sastava Almanac. Debitanski studijski album, Tsar objavljen je 2016. godine. Smolski je također vozač utrka.

## Diskografija
Rage
- Ghosts (1999.)
- Welcome to the Other Side (2001.)
- Unity (2002.)
- Soundchaser (2003.)
- Speak of the Dead (2006.)
- Carved in Stone (2008.)
- Strings to a Web (2010.)
- 21 (2012.)
- The Soundchaser Archives (2014.)

Samostalni albumi
- Destiny (1996.)
- The Heretic (2000.)
- Majesty and Passion (2004.)

Almanac
- Tsar (2016.)
- Kingslayer (2017.)
- Rush of Death (2020.)

Mind Odyssey
- Mailed to the Shade (1998.)
- Signs (1999.)
- Time to Change It (2009.)